# La Motte-Tilly

La Motte-Tilly este o comună în departamentul Aube din nord-estul Franței. În 1 ianuarie 2022 avea o populație de 369 de locuitori.